# Poltergeist
För andra betydelser, se Poltergeist (olika betydelser).

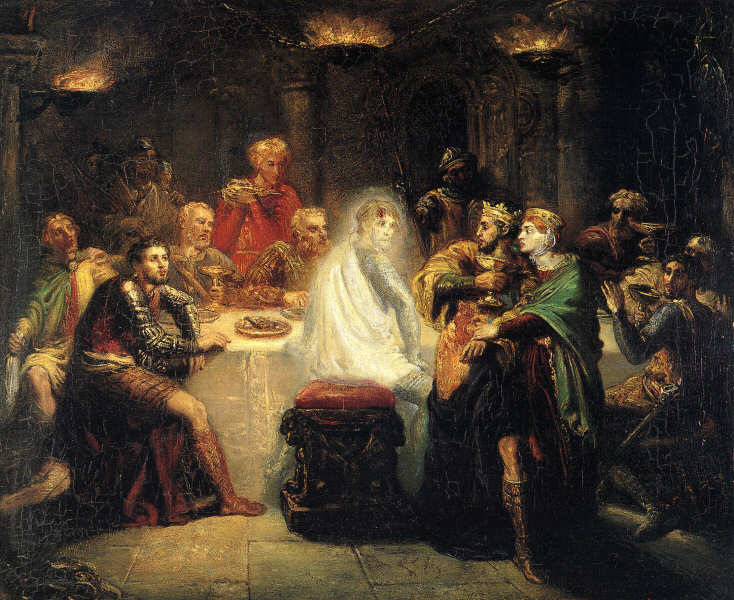
Macbeth ser en vålnad. Målning av Théodore Chassériau.

Poltergeist, eller "knack-ande", är en form av spökeri som ger sig till känna i fysiska störningar. Det kan vara dörrar som slår igen, ljudet av knarrande steg, jämmer, klagan, skrik eller skratt, det kan vara möbler som välts omkull eller förflyttas genom rummet, ljuskronor som börjar svänga eller föremål som utan påvisbar orsak kastas genom luften.

## Beskrivning
Ordet Poltergeist är tyskt och betyder direktöversatt "buller-ande". Några av de äldsta fallen härstammar också från Tyskland. År 858 e.Kr. rapporterades det till exempel nära staden Bingen am Rhein om fallande stenar och våldsamma knackningar.

### Påstådda vittnen
Det finns gott om berättelser kring poltergeistar.